# Heinz F. Schafroth
Heinz Friedrich Schafroth (*  18. März 1932 in Möhlin; † 12. März 2013 in Biel; heimatberechtigt in Röthenbach im Emmental) war ein Schweizer Publizist und Literaturkritiker.

## Leben
Heinz F. Schafroth studierte Germanistik und Altphilologie in Bern und Wien und wurde 1957 promoviert. Er arbeitete von 1957 bis 1992 als Gymnasiallehrer am Deutschen Gymnasium Biel, wo er Latein und Deutsch unterrichtete, war seit 1959 mit der Sekundarlehrerin Ruth Schafroth-Friedli verheiratet und wohnte in Alfermée. Von 1978 bis 1999 war er zusätzlich Dozent an der ETH Zürich und leitete dort ab 1997 das literarische Programm am Collegium Helveticum.
Schafroth schrieb als Literaturkritiker vornehmlich für die Frankfurter Rundschau. Er war Förderer der Autoren Gerhard Meier, Peter Weber und Friederike Mayröcker und Herausgeber von Textsammlungen zu Ilse Aichinger, Peter Handke und Brigitte Kronauer. Er schrieb eine Monografie über Günter Eich.
1997 erhielt er den Johann-Heinrich-Merck-Preis und wurde 2001 Mitglied der Deutschen Akademie für Sprache und Dichtung in Darmstadt. Er erhielt 2006 die Ehrengabe des Kantons Bern für Literaturvermittlung. Im Jahr 1979 war er Gründungsmitglied des Vereins Solothurner Literaturtage.
Sein Archiv befindet sich im Schweizerischen Literaturarchiv in Bern.

## Schriften (Auswahl)
- als Hrsg.: Die Sichtbarkeit der Dinge : über Brigitte Kronauer. Stuttgart : Klett-Cotta 1998, ISBN 3-608-93460-X.
- Gerhard Meier: Signale und Windstöße. Gedichte und Prosa. Auswahl und Nachwort von Heinz F. Schafroth. Reclam, Stuttgart 1989.
- Friederike Mayröcker: Das Anheben der Arme bei Feuersglut, Gedichte und Prosa, Auswahl und Nachwort von Heinz F. Schafroth, Stuttgart: Reclam 1984, ISBN 3-15-008236-6.
- Günter Eich. München: Beck u. Text + Kritik 1976. ISBN 3-406-06263-6.
- Peter Bichsel: Stockwerke. Prosa. Ausgew. und hrsg. von Heinz F. Schafroth, Reclam, Stuttgart 1974, ISBN 3-15-007919-5.
- als Hrsg.: Ilse Aichinger: Dialoge, Erzählungen, Gedichte. Reclam, Stuttgart 1971.
- Die Entscheidung bei Grillparzer. Bern : Haupt, 1971. Diss. phil.-hist. Bern, 1957.